# Мадонна, що читає
Мадонна, що читає  (італ. Madonna leggente) — картина раннього періоду творчості венеційського художника доби відродження Джорджоне.
Більшість дослідників відносить картину до раннього періоду творчості Джорджоне. Саме тоді в зображеннях переважали мадонни. Вівтарні образи (наприклад, Пала ді Сан Дзаккарія Джованні Белліні) та невеликі зображення мадонн були головними сюжетами багатьох художників, адже головним замовником італійських митців століттям залишалась католицька церква.
Ймовірно, це один з перших самостійних зразків творчості художника. Вказівкою на це є деяка негармонійність композиції, мала пов'язаність мадонни з сином. До цього періоду відносять також Юдиту (Джорджоне), що первісно прикрашала дверці шафи в багатій венеційській оселі. Одяг мадонни цілком традиційний — червона сукня, синій плащ. Вона читає біблію, що й надало назву образу. Нетрадиційним є тло — за старим парапетом, побитим часом, відкривається краєвид на дзвіницю Сан Марко, що відразу пов'язує картину з Венецією. Джорджоне більше ніколи не буде використовувати краєвидів Венеції в своїх картинах. Художник — один з перших, хто починав зі створення релігійних образів, а потім повністю перейшов до міфологічної та світської тематики (Венера заснула, Три філософи, Буря, низка портретів).
Дзвіниця на картині митця ще не має сучасного завершення-шатро. Від помилок у розрахунках під час будівництва дзвіниця впала. Її відновили на початку XX століття. Цікаво, що бурхливу ініціативу з відновлення дзвіниці Сан Марко виявили туристи та багатії з інших держав, а не самі венеційці. Вони створили особливий грошовий фонд і практично зобов'язали очільників міста відновити зруйновану споруду, один з неофіційних символів міста на Адріатиці.

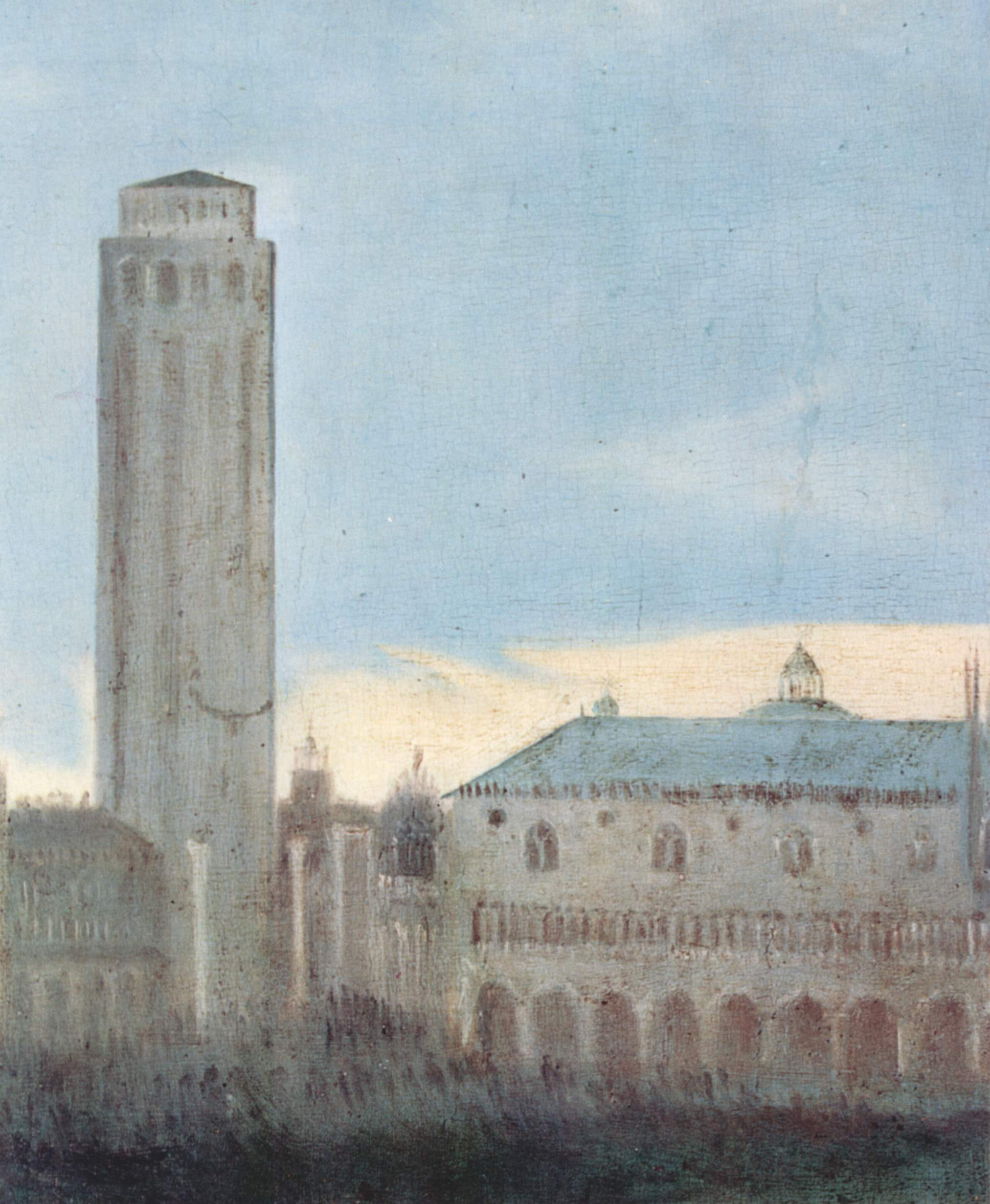
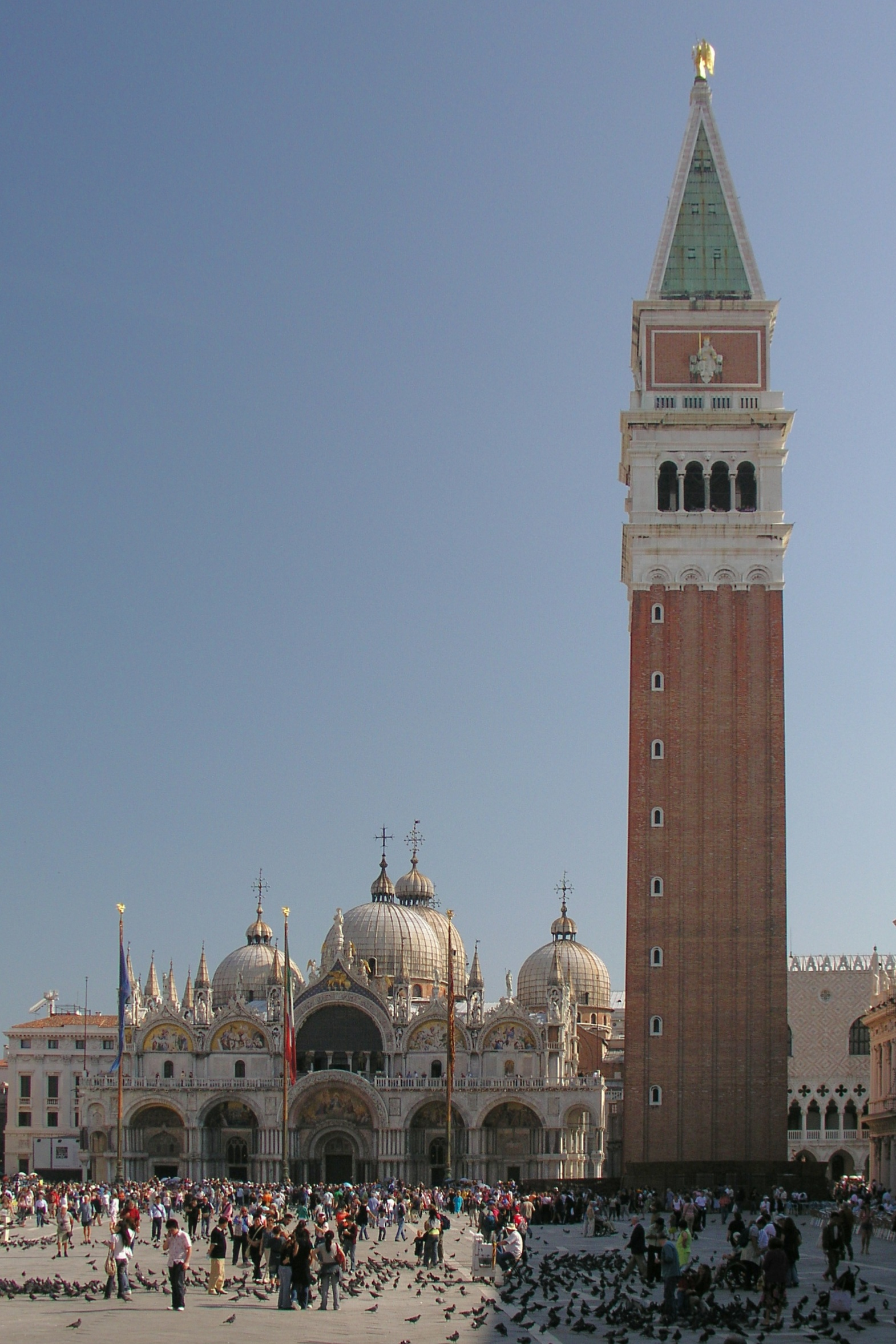